# Énergiestro
Énergiestro est une entreprise industrielle française, fondée et dirigée par André et Anne Gennesseaux. Elle conçoit et fabrique des matériels pour stocker de l'énergie dans des dispositifs inertiels (volant d'inertie). Son siège est à Essert (Territoire de Belfort).

## Historique
En 2001, André Gennesseaux, diplômé de l'école des Arts et Métiers et de l'École polytechnique fonde Énergiestro avec son épouse Anne[source insuffisante].
L’objectif de l’entreprise est de concevoir et fabriquer un mode de stockage de l’énergie électrique différent de la batterie. En 2010, les travaux de la startup reçoivent des commentaires de spécialistes de la cogénération.
Le 31 décembre 2021, le siège social d'Energiestro est fermé à Châteaudun. Trois jours plus tard, l’entreprise ouvre un nouveau site à Essert, dans le territoire de Belfort, à la suite d'une offre de relocalisation menée par la région région Bourgogne-Franche-Comté. Les négociations en vue de ce déménagement ont duré deux ans.

## Produit
Énergiestro a conçu un groupe électrogène hybride, pouvant fonctionner à l'huile végétale. Ce groupe intègre un volant d'inertie de 60 cm de diamètre en acier qui tourne sous vide, le moteur thermique ne fonctionnant que pour relancer le volant. La consommation est divisée par quatre et la durée de vie de l’installation multipliée par dix[réf. nécessaire]. Les relais téléphoniques, mais aussi les bâtiments habités isolés constituent la première cible commerciale, en Europe, en Afrique ou encore aux USA.
En 2013, après quatre ans de mise au point, le ministère de l'Écologie, du Développement durable et de l'Énergie et le ministère de l'Économie et des Finances, autorisent Énergiestro à utiliser de l'huile végétale carburant dans ces groupes. C’est une première en France. Énergiestro veut vendre une machine à moins de 15 000 € coûtant moins de 2 000 € par an en fonctionnement,.
La société, à mi-2014, a investi deux millions d’euros en recherche et développement, dont la moitié de financement public. Par ailleurs, la société conçoit un volant plus gros, le volant de stockage solaire ou VOSS. Lauréate du Concours mondial de l’innovation en mars 2014, Énergiestro a reçu une subvention de 200 000 euros pour le VOSS. Ce volant pourrait stocker l’énergie de panneaux solaires pendant 24 heures.
En 2015, la société présente une version du VOSS doté d'un volant d'inertie en béton précontraint, beaucoup plus économique que l'acier. Cette innovation lui permet de remporter le concours EDF PULSE le 4 juin 2015,.
En 2022, l'offre produit prévisionnelle des VOSS comporte des volants allant de 10 kWh à 1 MWh, pour une masse inertielle de 3 t à 300 t. Ces volants sont destinés à pallier les déphasages entre la production irrégulière des énergies vertes telles que le solaire ou l'éolien, sur des périodes optimales de l'ordre de 10h.
Deux principales applications types sont espérées sur ces produits: 
- Le lissage des énergies renouvelables intermittentes - régulation des pics de production et de la fréquence sur les réseaux.
- Le stockage des productions intermittentes (pics de mi-journée) pour une restitution en soirée et la nuit, en dehors des heures de production maximales.

## Informations économiques
Une levée de fonds de 12 millions d'euros est faite pour couvrir les besoins de l'entreprise d'ici 2025 afin de passer dans une première phase industrielle, débutant en 2022 par la fourniture de ses 10 premiers volants de stockage solaires en bêta test auprès de clients ciblés qui les testeront, à savoir EDF, Engie et Voltalia. La région Bourgogne-Franche-Comté y contribue à hauteur de 800000 euros.
Une cinquantaine de recrutements est espérée durant cette période d'entrée en production.
En 2022, une prise de participation de 10 millions d'euros est faite par Groupe Filatex dans Énergiestro. Groupe Filatex, spécialiste des énergies renouvelables en Afrique, valide également un partenariat avec Énergiestro pour déployer leurs VOSS à Madagascar et à l'Ile Maurice[source insuffisante].